# Minipsyrassa bicolor
Minipsyrassa bicolor är en skalbaggsart som beskrevs av Martins 1974. Minipsyrassa bicolor ingår i släktet Minipsyrassa och familjen långhorningar. Inga underarter finns listade i Catalogue of Life.